# USS Leyte (CV-32)
USS Leyte (CV-32) byla letadlová loď Námořnictva Spojených států, která působila ve službě v letech 1946–1959. Jednalo se o patnáctou postavenou jednotku třídy Essex (pátou ve verzi s dlouhým trupem).
Původně byla pojmenována jako USS Crown Point. Její stavba byla zahájena 21. února 1944 v loděnici Newport News Shipbuilding v Newport News ve Virginii. Na památku bitvy u Leyte byla přejmenována 8. května 1945 na USS Leyte. K jejímu spuštění na vodu došlo 23. srpna 1945, do služby byla zařazena 11. dubna 1946. V roce 1952 byla překlasifikována na útočnou letadlovou loď CVA-32, o necelý rok později na protiponorkovou letadlovou loď CVS-32. Většinu svého provozu sloužila v Atlantském oceánu, Karibiku a Středomoří, nicméně zapojila se i do korejské války. Na začátku roku 1959 byla její klasifikace změněna na pomocný letadlový transport AVT-10 a 15. května toho roku byla vyřazena. Další desetiletí zůstala odstavena v rezervách a v roce 1970 byla odprodána do šrotu.